# 哈嫩卡姆山
47°28′42″N 10°38′32″E / 47.47833°N 10.64222°E

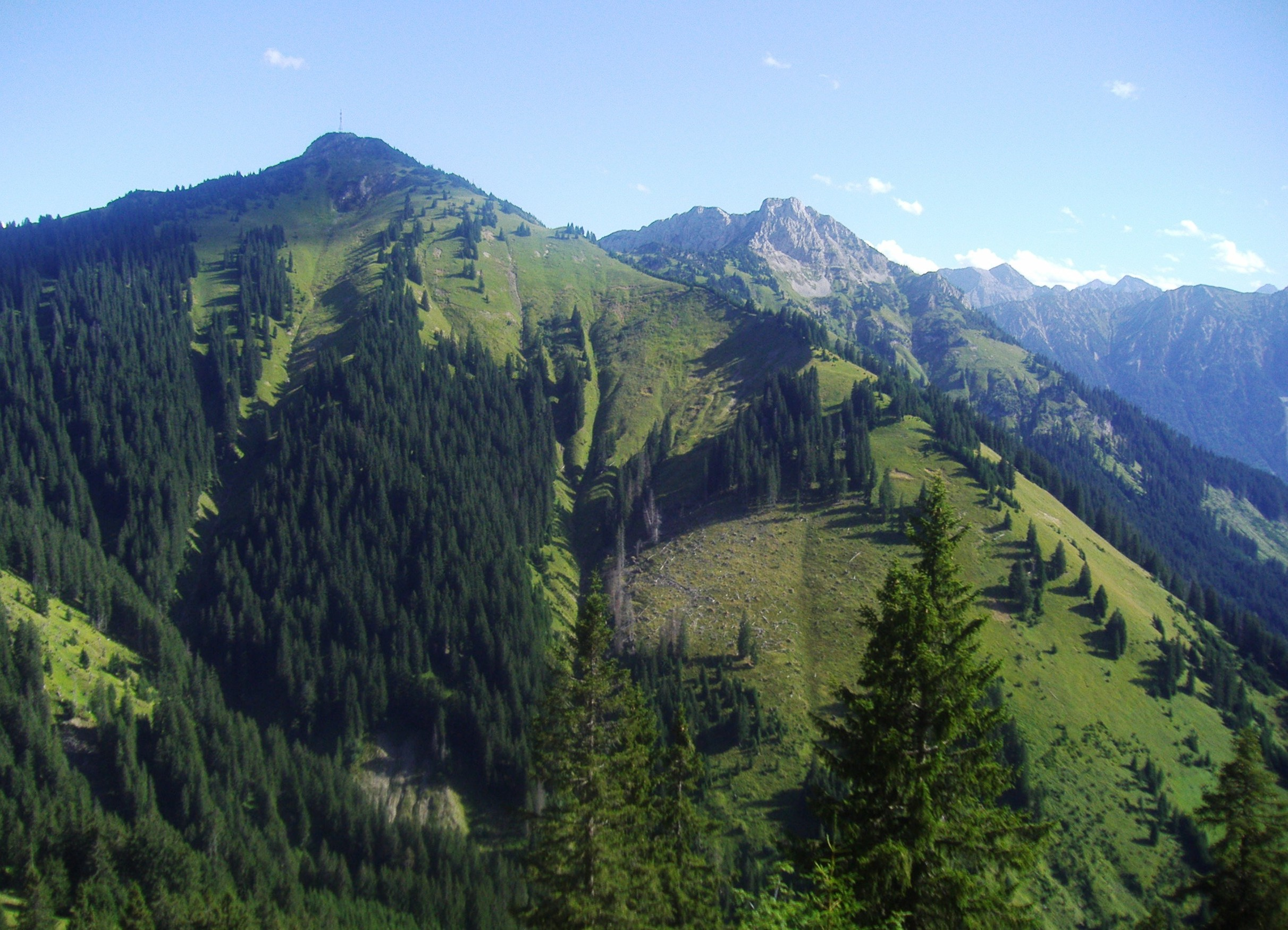

哈嫩卡姆山（德語：Hahnenkamm），是奧地利的山峰，位於該國西部，由蒂羅爾州負責管轄，屬於阿爾高阿爾卑斯山脈的一部分，距離蓋希特峰1.3公里，海拔高度1,938米。